# لوكاس مونديلو
لوكاس مونديلو (بالإسبانية: Lucas Mondelo)‏ مواليد 28 يوليو 1967 في برشلونة، هو مدرب كرة سلة إسباني ولاعب معتزل. يدرب دينامو كورسك في الدوري الروسي لكرة السلة للسيدات.

## سجل المنافسة
شارك في المنافسات التالية:
- الألعاب الأولمبية الصيفية 2016
- كأس العالم لكرة السلة للسيدات 2014
- بطولة أوروبا لكرة السلة للسيدات 2013

## الميداليات
| الميدالية | المسابقة                           |
| --------- | ---------------------------------- |
| فضية      | الألعاب الأولمبية الصيفية 2016     |
| فضية      | كأس العالم لكرة السلة للسيدات 2014 |